# 傅明憲
傅明憲（英語：Gigi Fu，1970年10月13日—），前無綫電視藝員，是左派演員傅奇及石慧之女。

## 簡介
傅明憲生于香港，祖籍浙江宁波。父母均是长城影业演员，14歲時曾以藝名孫慧（Victoria Suen）演出電影《開心鬼放暑假》，然後繼續學業。1989年畢業於拔萃女書院，曾入讀美國洛杉磯時尚設計商業學院（Fashion Institute of Design & Merchandising），1994年於英國約克大學畢業回港，之後加入無綫電視，正式加入娛樂圈。傅明憲在1999年與海域集團主席葉劍波結婚；2008年離婚。
傅明憲為現任香港愛護動物協會會長，也曾擔任東華三院丙戌年（2006年-2007年）董事局總理。
2017年，早已考獲多個潛水牌的傅明憲，終於得償心願到紅海潛水。及後，傅明宪接受訪問時表示，这次旅程最難忘之處是被遠洋白鰭鯊擦身而過，這種鯊魚是眾多品種中較有攻擊性，牠會襲擊空難或海難的生還者，并且撕咬他們，當發現牠擦身游過後，十分很害怕。她更考獲洞潛牌。

## 演出作品

### 電影
以香港當地原始片名為主：
| 發行年份 | 電影名稱     | 同台藝人                               | 飾演角色 |
| -------- | ------------ | -------------------------------------- | -------- |
| 1985年   | 開心鬼放暑假 | 黃百鳴、袁潔瑩、羅美薇、陳加玲、珍嘉麗 | 趙明菜   |

### 電視劇（無綫電視）
| 年份   | 劇名                 | 飾演角色 |
| ------ | -------------------- | -------- |
| 1994年 | 黃飛鴻系列之鐵膽梁寬 | 葉寶兒   |
| 1995年 | 命轉乾坤             | 蔣敏華   |
| 1995年 | 神鵰俠侶             | 郭芙     |
| 1995年 | 忘情闊少爺           | 高詠琳   |
| 1995年 | 小李飛刀             | 林仙兒   |
| 1996年 | 河東獅吼             | 盧小蝶   |
| 1996年 | 有肥人終成眷屬       | 何家嘉   |
| 1997年 | 皇家反千組           | 溫家寶   |
| 1997年 | 醉打金枝             | 花雕     |
| 1997年 | 英雄貴姓             | 諾鳳     |
| 1997年 | 大刺客之魚腸劍       | 鳳君     |
| 1997年 | 保護證人組           | 梅香琴   |
| 1998年 | 花木蘭               | 郎小小   |
| 1998年 | 外父唔怕做           | 梁雅詩   |
| 2000年 | 無業樓民             | Maggie   |

### 節目主持（無綫電視）
- 1996年：《康泰最緊要好玩之菲律賓特輯》
- 1997年：《永安旅遊話你知：點解馬來西亞咁好玩》
- 1997年：《永安旅遊話你知：點解美國咁好玩》
- 1998年：《永安旅遊話你知：點解德國咁好玩》
- 1998年：《永安中國遊 吃喝玩樂在廣東》

### 音樂錄影帶
- 1994年：張學友《來來回回》
- 1994年：劉德華《花花世界》
- 1995年：黃凱芹《珍惜這一晚》
- 1997年：古巨基《歡樂今宵》

## 外部連結
- 傅明憲在互联网电影资料库（IMDb）上的資料（英文）
- 傅明憲在香港影庫上的簡介
- 傅明憲在豆瓣上的资料（简体中文）
- 傅明憲在时光网上的簡介（简体中文）
- 傅明憲的Instagram帳戶